# HMS Centaur (R06)
El HMS Centaur (R06) fue un portaaviones ligero líder de su clase. Estuvo en servicio con la Royal Navy desde 1953 hasta 1964.

## Construcción
Fue ordenado a Harland and Wolff de Belfast, Irlanda del Norte. Puesto en quilla el 30 de mayo de 1944, la botadura se produjo el 22 de abril de 1947 con la presencia del duque de Kent y entró en servicio el 1 de septiembre de 1953.

## Historia de servicio

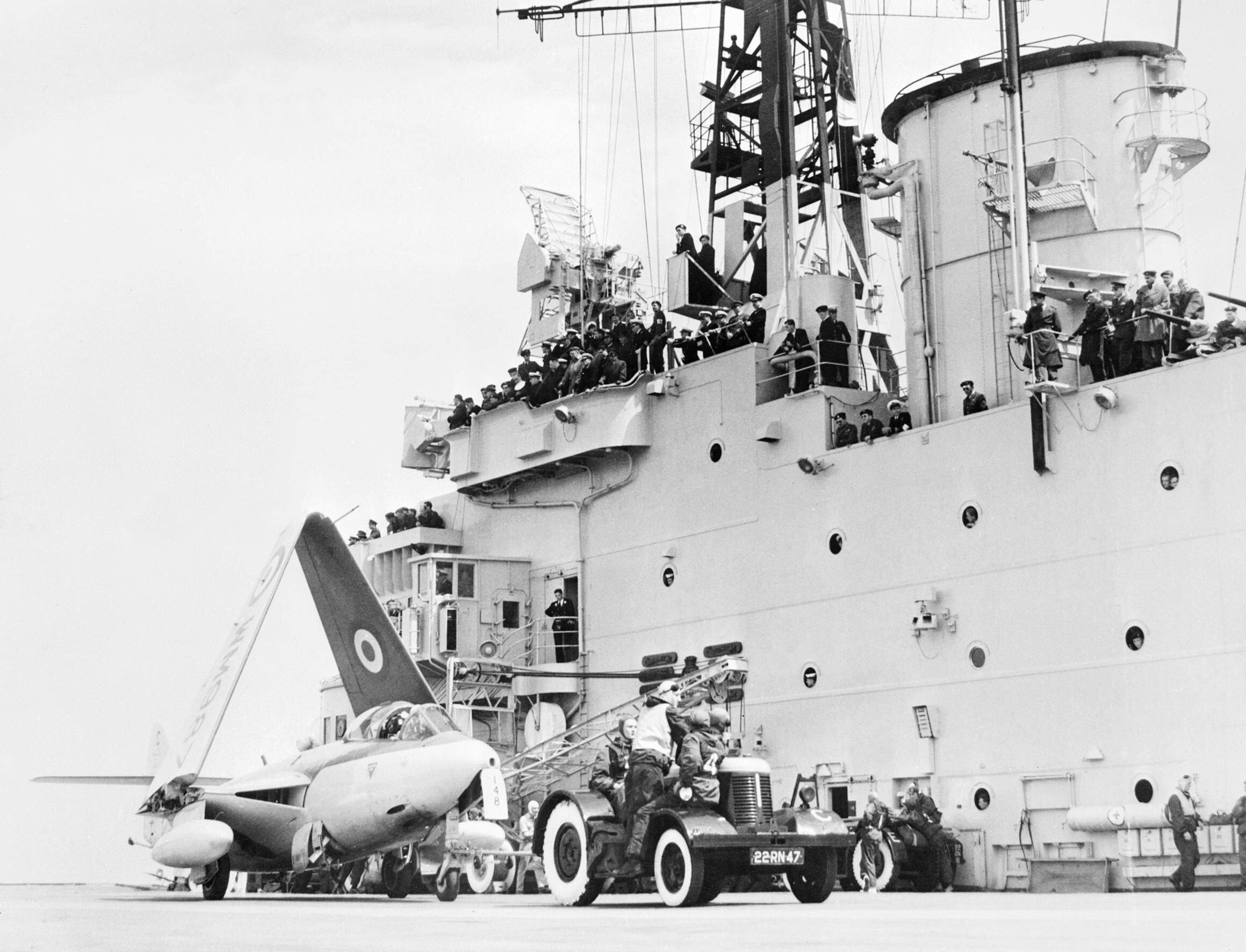
Avión Sea Hawk

En 1961 relevó al portaaviones HMS Victorious en una misión en Kuwait. En 1963 condujo ataques aéreos con su ala embarcada de jets de ataque Sea Vixen en Adén (Yemen), durante la Operación Damon.
Fue también en los años sesenta cuando la Armada de Chile tuvo interés en su compra aunque nunca materializó ninguna adquisición de este buque. En 1964 fue desechada la idea de convertirlo en un commando carrier y pasó al retiro.